# Difundella
Difundella is een geslacht van vlinders van de familie snuitmotten (Pyralidae), uit de onderfamilie Phycitinae.

## Soorten
- D. corynophora Dyar, 1914
- D. dumiella Neunzig & Dow, 1993
- D. subsutella Schaus, 1913
- D. tolerata Heinrich, 1956